# حالا زیباست
حالا زیباست (انگلیسی: It's Beautiful Now؛‏ کره‌ای: 현재는 아름다워) یک مجموعه تلویزیونی محصول کره جنوبی سال ۲۰۲۲ با بازی یون شی یون، به دا بین، اوه مین سوک، شین دونگ می، سو بوم جون و چوی یه بین است. این مجموعه به کارگردانی کیم سونگ گون است و واقعیت نسل فعلی را به تصویر می‌کشد که تمایلی به ازدواج و تشکیل خانواده ندارند. این مجموعه از ۲ آوریل تا ۱۸ سپتامبر ۲۰۲۲، روزهای شنبه و یکشنبه ساعت ۱۹:۵۵ (کی‌اس‌تی) از کی‌بی‌اس۲ پخش شد.

## بازیگران

### اصلی
- یون شی یون در نقش لی هیون جه[۴]
- به دا بین در نقش هیون می ره[۵]
- اوه مین سوک در نقش لی یون جه[۶]
- شین دونگ می در نقش شین هه جون[۷]
- سو بوم جون در نقش لی سو جه[۸]
- چوی یه بین در نقش نا یو نا[۹]